# Plasmobates javensis
Plasmobates javensis är en kvalsterart som beskrevs av Hammer 1979. Plasmobates javensis ingår i släktet Plasmobates och familjen Plasmobatidae. Inga underarter finns listade i Catalogue of Life.